# Artidônio Pamplona
Artidônio Pamplona (Niterói, 22 de outubro de 1880 – 25 de janeiro de 1968) foi um médico brasileiro.
Foi eleito membro da Academia Nacional de Medicina em 1919, sucedendo João Carlos Teixeira Brandão na Cadeira 01, que tem Joaquim Cândido Soares de Meireles como patrono.